# Horisme rufipicta
Horisme rufipicta là một loài bướm đêm trong họ Geometridae.